# Copestylum
Copestylum är ett släkte av tvåvingar. Copestylum ingår i familjen blomflugor.

## Dottertaxa tillCopestylum, i alfabetisk ordning[1]
- Copestylum abdominale
- Copestylum abrupta
- Copestylum acutifrons
- Copestylum alberlena
- Copestylum albertoi
- Copestylum albifrons
- Copestylum albitarse
- Copestylum alcedo
- Copestylum alcedoides
- Copestylum alchimista
- Copestylum ambrosettii
- Copestylum amethystinum
- Copestylum anastasia
- Copestylum anna
- Copestylum apertum
- Copestylum apicale
- Copestylum apiciferum
- Copestylum apicula
- Copestylum aricia
- Copestylum astarte
- Copestylum aster
- Copestylum aureum
- Copestylum avidum
- Copestylum azureum
- Copestylum azurinum
- Copestylum barbara
- Copestylum barei
- Copestylum bassleri
- Copestylum beatricea
- Copestylum belinda
- Copestylum belizensis
- Copestylum bellulum
- Copestylum bequaerti
- Copestylum bimaculatum
- Copestylum binominatum
- Copestylum bipunctatum
- Copestylum bolivianum
- Copestylum boqueronense
- Copestylum bradleyi
- Copestylum brazilianum
- Copestylum breve
- Copestylum brevifacies
- Copestylum brevivittatum
- Copestylum bruneri
- Copestylum brunneum
- Copestylum brunnicolor
- Copestylum brunnigaster
- Copestylum bulbosum
- Copestylum caesariatum
- Copestylum calochaetum
- Copestylum camposi
- Copestylum capensis
- Copestylum carlosii
- Copestylum caudatum
- Copestylum chaetogaster
- Copestylum chaetophorum
- Copestylum chalybescens
- Copestylum chapadense
- Copestylum cinctiventre
- Copestylum circe
- Copestylum circumdatum
- Copestylum circumscriptum
- Copestylum claripenne
- Copestylum clarum
- Copestylum cockerelli
- Copestylum colombiense
- Copestylum compactum
- Copestylum comstocki
- Copestylum conabioi
- Copestylum concinnum
- Copestylum conifacium
- Copestylum contumax
- Copestylum cordiae
- Copestylum correctum
- Copestylum corumbense
- Copestylum craverii
- Copestylum crepuscularium
- Copestylum cruciatum
- Copestylum cubomaculatum
- Copestylum cupricolor
- Copestylum curiosum
- Copestylum currani
- Copestylum cyanescens
- Copestylum cyanoprora
- Copestylum delila
- Copestylum dichroicum
- Copestylum dimorphium
- Copestylum discale
- Copestylum dispar
- Copestylum dorsale
- Copestylum duida
- Copestylum elizabethae
- Copestylum emeralda
- Copestylum emilia
- Copestylum escomeli
- Copestylum eugenia
- Copestylum exeugenia
- Copestylum externum
- Copestylum flavipenne
- Copestylum flavissimum
- Copestylum flaviventre
- Copestylum florella
- Copestylum florida
- Copestylum flukei
- Copestylum fornax
- Copestylum fractum
- Copestylum fraudulentum
- Copestylum frauenfeldi
- Copestylum frontale
- Copestylum fulvicorne
- Copestylum fulvolucens
- Copestylum fulvonotatum
- Copestylum fumipenne
- Copestylum fumosum
- Copestylum furens
- Copestylum galantei
- Copestylum gelenitae
- Copestylum gertschi
- Copestylum gibberum
- Copestylum gorgon
- Copestylum granulatum
- Copestylum guianicum
- Copestylum haagii
- Copestylum hambletoni
- Copestylum hirtipes
- Copestylum hispaniolae
- Copestylum horticole
- Copestylum horvathi
- Copestylum hoya
- Copestylum hyalinipenne
- Copestylum hyalopterum
- Copestylum hydrofenestra
- Copestylum hystrix
- Copestylum imitans
- Copestylum impressum
- Copestylum inconsistens
- Copestylum infractum
- Copestylum inquisitor
- Copestylum integrum
- Copestylum intona
- Copestylum isabellina
- Copestylum joei
- Copestylum johnsoni
- Copestylum kahli
- Copestylum lacticoeruleum
- Copestylum lanei
- Copestylum latevitatum
- Copestylum latum
- Copestylum lentum
- Copestylum limbipenne
- Copestylum liriope
- Copestylum longirostre
- Copestylum louisae
- Copestylum lucilia
- Copestylum lugens
- Copestylum lumina
- Copestylum lunuliferum
- Copestylum macquarti
- Copestylum macrocephalum
- Copestylum macrorhinum
- Copestylum macula
- Copestylum maculoides
- Copestylum mamorum
- Copestylum marceli
- Copestylum marginatum
- Copestylum megacephalum
- Copestylum melleum
- Copestylum meretricias
- Copestylum metallorum
- Copestylum mexicanum
- Copestylum minimum
- Copestylum missionera
- Copestylum mocanum
- Copestylum morpho
- Copestylum musanum
- Copestylum muscarium
- Copestylum musicanum
- Copestylum mustoides
- Copestylum nautlanum
- Copestylum neosplendens
- Copestylum neotropicum
- Copestylum nigriceps
- Copestylum nigrifacies
- Copestylum nigripes
- Copestylum nigropodum
- Copestylum nigroviride
- Copestylum nitidigaster
- Copestylum notatum
- Copestylum obliquicorne
- Copestylum obscurior
- Copestylum obscuripenne
- Copestylum oestroides
- Copestylum omochroma
- Copestylum opalescens
- Copestylum opalicolor
- Copestylum opalina
- Copestylum opeostoma
- Copestylum opinator
- Copestylum ornatum
- Copestylum osburni
- Copestylum oscillans
- Copestylum otongaensis
- Copestylum pachecoi
- Copestylum pallens
- Copestylum pallidithorax
- Copestylum pallisteri
- Copestylum palmyra
- Copestylum panamense
- Copestylum panamenum
- Copestylum parana
- Copestylum parina
- Copestylum parvum
- Copestylum pectorale
- Copestylum persimile
- Copestylum pertinax
- Copestylum peruvianum
- Copestylum pica
- Copestylum pictum
- Copestylum picturatum
- Copestylum pinkusi
- Copestylum placivum
- Copestylum plaumanni
- Copestylum plorans
- Copestylum posticum
- Copestylum prasinus
- Copestylum prescutellare
- Copestylum procteri
- Copestylum profaupar
- Copestylum pseudopallens
- Copestylum pseudotachina
- Copestylum pubescens
- Copestylum pulchripes
- Copestylum pulchrum
- Copestylum punctiferum
- Copestylum punctigena
- Copestylum purpurascens
- Copestylum purpureum
- Copestylum purpuriferum
- Copestylum pusillum
- Copestylum puyarum
- Copestylum quadratum
- Copestylum rafaelanum
- Copestylum rectifacies
- Copestylum rectum
- Copestylum rhea
- Copestylum robustum
- Copestylum roraima
- Copestylum rosa
- Copestylum rospigliosii
- Copestylum rufitarse
- Copestylum rufoscutellare
- Copestylum rurale
- Copestylum saphirinum
- Copestylum sappho
- Copestylum satur
- Copestylum schwarzi
- Copestylum scintillans
- Copestylum scutellatum
- Copestylum selectum
- Copestylum sexmaculatum
- Copestylum sica
- Copestylum simile
- Copestylum smithae
- Copestylum soror
- Copestylum spectrale
- Copestylum spinigerum
- Copestylum spinithorax
- Copestylum splendens
- Copestylum squamigerum
- Copestylum sternale
- Copestylum stigmatum
- Copestylum subcoeruleum
- Copestylum submetallicum
- Copestylum subrostratum
- Copestylum sultzi
- Copestylum tacanense
- Copestylum tamaulipanum
- Copestylum tapanti
- Copestylum tapia
- Copestylum tatei
- Copestylum teffera
- Copestylum tibiale
- Copestylum tricinctum
- Copestylum trifascium
- Copestylum tripunctatum
- Copestylum trituberculatum
- Copestylum triunfense
- Copestylum tumicephalum
- Copestylum tympanitis
- Copestylum ulrica
- Copestylum umamas
- Copestylum unicolor
- Copestylum unilectum
- Copestylum vacuum
- Copestylum vagum
- Copestylum valeria
- Copestylum vampyrum
- Copestylum varians
- Copestylum varichaetum
- Copestylum variegatum
- Copestylum ventana
- Copestylum vera
- Copestylum verdigaster
- Copestylum vesicularium
- Copestylum vicinum
- Copestylum victoria
- Copestylum vierecki
- Copestylum villarica
- Copestylum willinki
- Copestylum viola
- Copestylum violaceum
- Copestylum virescens
- Copestylum viridana
- Copestylum viride
- Copestylum viridigaster
- Copestylum viridula
- Copestylum vitifacium
- Copestylum vitrea
- Copestylum vitripenne
- Copestylum vittatum
- Copestylum vittifacies
- Copestylum volcanorum
- Copestylum volucelloides
- Copestylum volucre
- Copestylum vulcan
- Copestylum wulpi
- Copestylum vulta
- Copestylum xalapensis
- Copestylum xipe
- Copestylum yowoi
- Copestylum yura